# NGC 4743
NGC 4743 este o galaxie lenticulară situată în constelația Centaurul. A fost descoperită în 8 iunie 1834 de către John Herschel. Se află la o distanță de 30,48 de megaparseci de Pământ.